# 座堂岛臬玻穆的若望纪念碑
座堂岛臬玻穆的若望纪念碑（波兰语：Pomnik św. Jana Nepomucena na Ostrowie Tumskim）位于弗罗茨瓦夫座堂岛圣十字堂前面，是一尊描绘臬玻穆的若望的18世纪雕塑，作者Christoph Tausch和扬·乌尔巴斯基（Jan Jerzy Urbański）。它建于1730年至1732年，是世界上最大的臬玻穆的若望纪念碑。

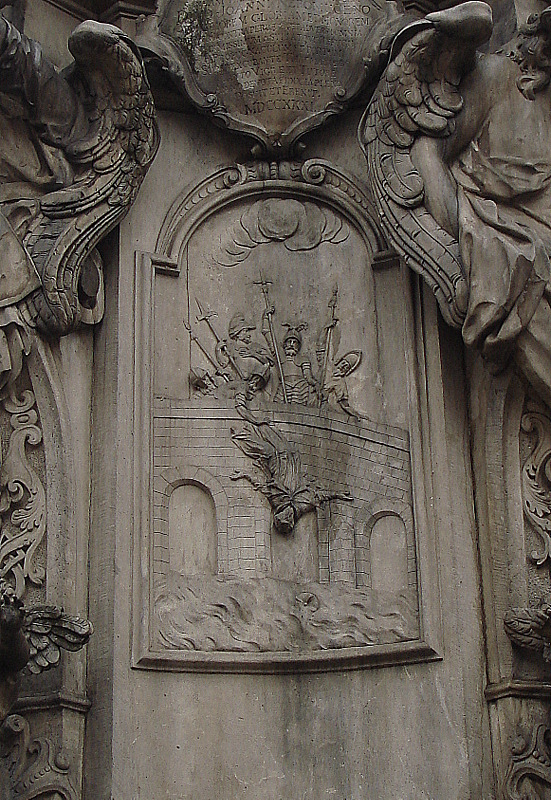
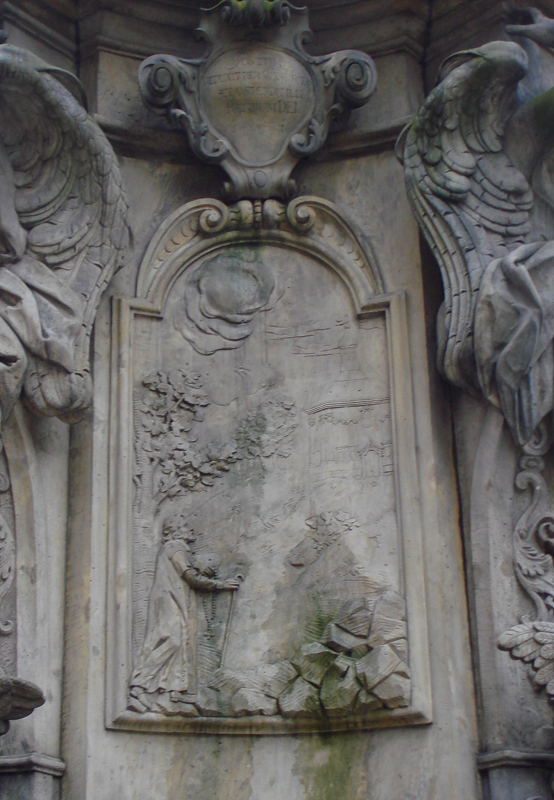
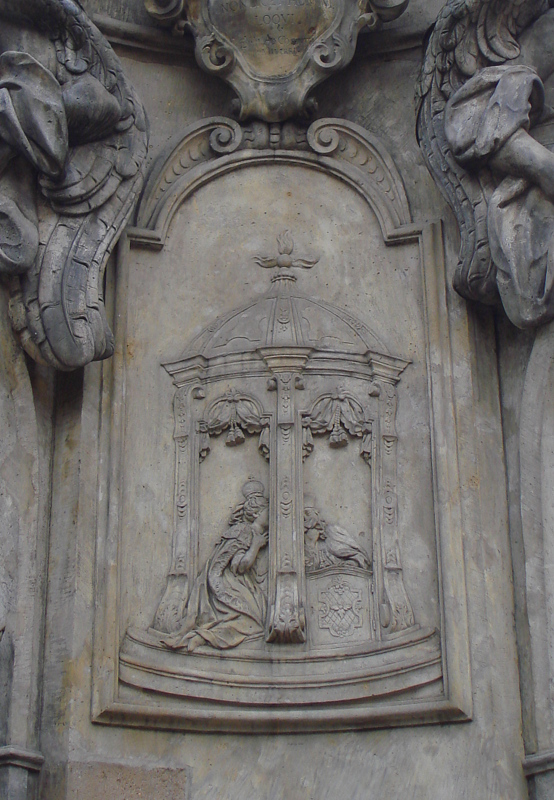
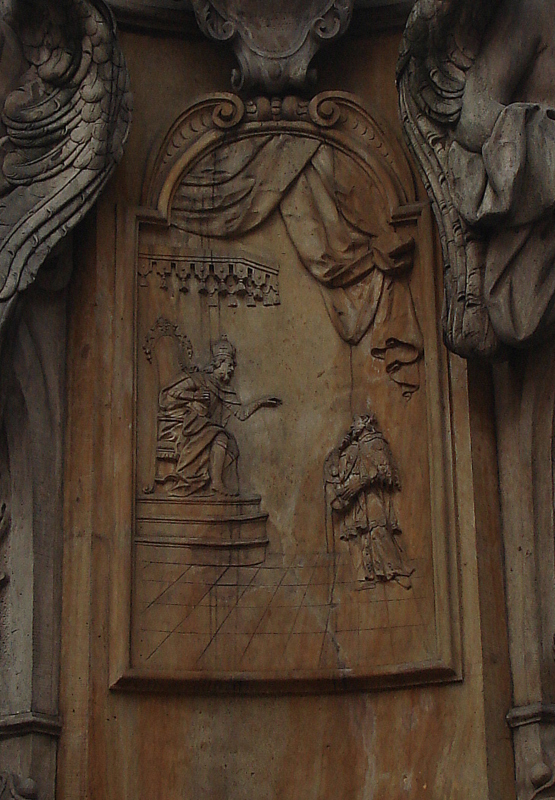

这座纪念碑由砂岩制成，为巴洛克风格，平面图类似于希腊十字。高9.5米，底座上描绘臬玻穆的若望生活中的四个场景。第一幅描绘捷克国王瓦茨拉夫四世的妻子索菲亚王后向他告解。第二幅描绘圣徒在朝圣的道路上行走。下一个场景描绘臬玻穆的若望被瓦茨拉夫四世国王审问，以及他最后被扔进伏尔塔瓦河。